# Парубаник
Пару́баник  (Порубаник) — деревня  в  Смоленской области России,  в Ельнинском районе. Население – 25 жителей (2007 год)   Расположена в юго-восточной части области  в 15  км к юго-востоку от города Ельня,  в 4 км к западу от  автодороги Р96 Новоалександровский(А101)- Спас-Деменск — Ельня — Починок. В 6,5 км к северу от деревни железнодорожная станция Жегловка на линии Смоленск  - Сухиничи. Входит в состав Коробецкого сельского поселения.

## История
В феврале – мае 1942 года в деревне регулярно происходили бои партизанского полка им. Лазо с фашистскими оккупантами.